# Alfred Sisley
Alfred Sisley (30. října 1839 Paříž – 29. ledna 1899 Moret-sur-Loing) byl francouzský impresionistický malíř anglického původu.

## Život
V Gleyrově ateliéru se seznámil s Claudem Monetem a Frédérikem Bazillem. Stal se členem batignollské skupiny a později přesvědčeným impresionistou, jímž zůstal až do smrti. Zprvu zámožný amatér se stal roku 1870 po finančním úpadku rodiny malířem z povolání. S Camillem Pissarrem pobýval v Louveciennes, kde maloval v plenéru náladové krajiny. Od 1879 se usadil v Moret-sur-Loing. Zemřel, aniž se dočkal úspěchu; teprve po smrti dosáhly jeho obrazy vysokých cen.

## Inspirace
Sisley nejvěrněji sledoval zásady Monetova impresionismu; začal malovat pod vlivem G. Courbeta a J. B. C. Corota, ale po první výstavě impresionistů, jíž se účastnil, přejal impresionistickou techniku čistých barev a děleného rukopisu. Na rozdíl od Moneta však nikdy neztratil smysl pro soudržný tvar. Věnoval se výlučně krajinomalbě, vybíraje si své motivy z povodí Seiny, z Ile-de-France, z okolí Fontainebleau a Moreta.

## Fotogalerie

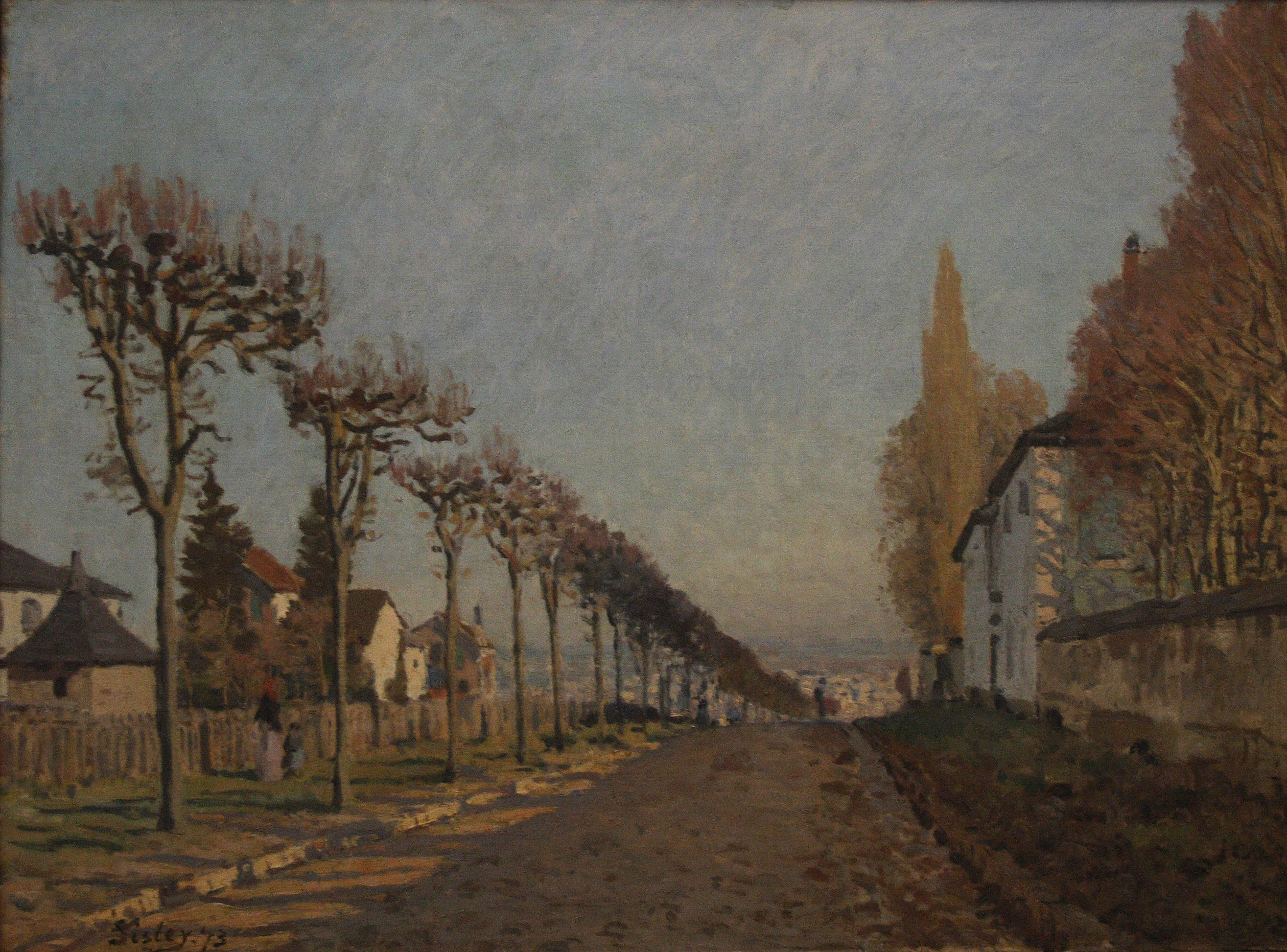
Le chemin de la Machine, 1873 Orsay Museum, Paříž
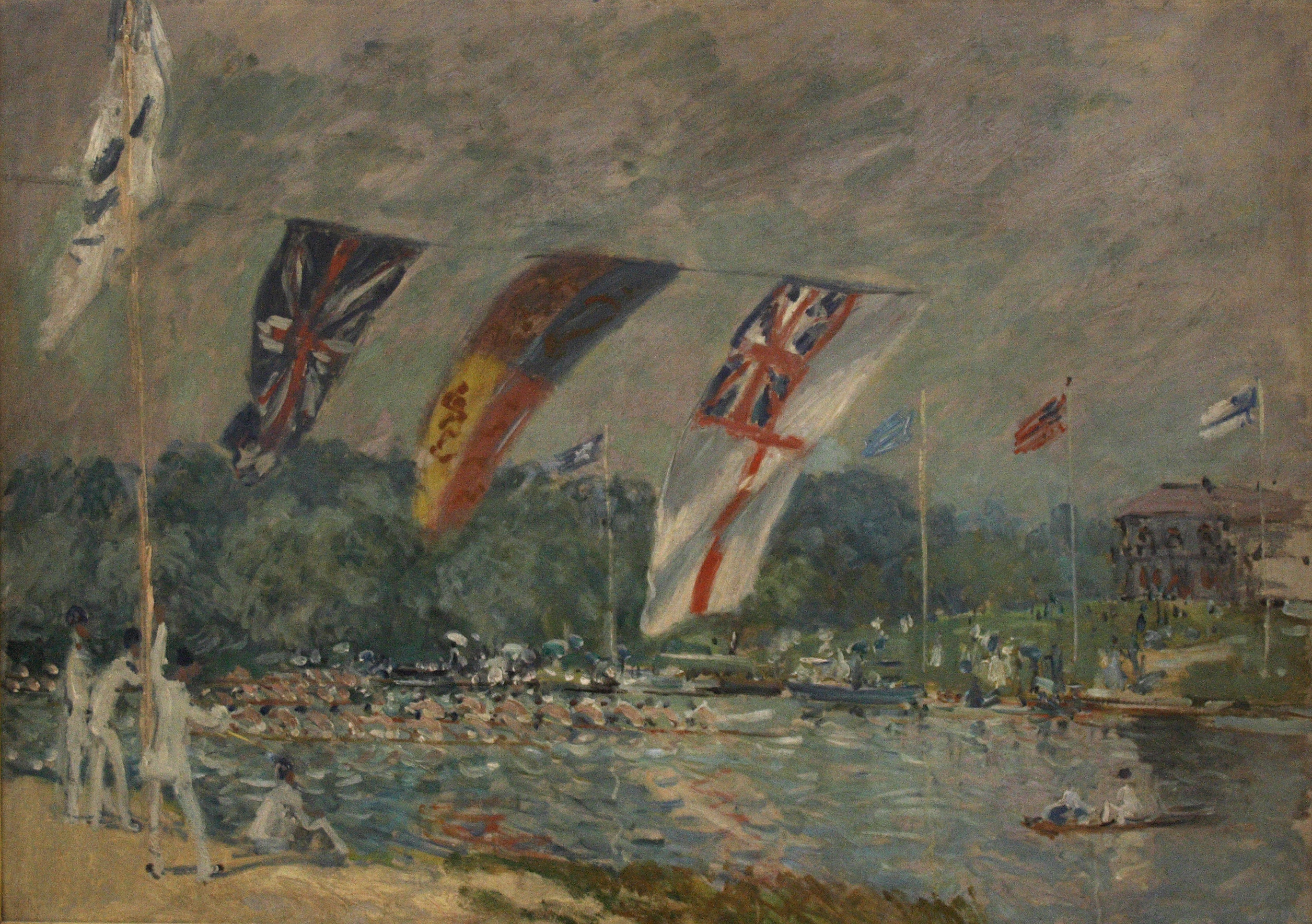
Veslařské závody v Molesey, 1874 Orsay Museum, Paříž
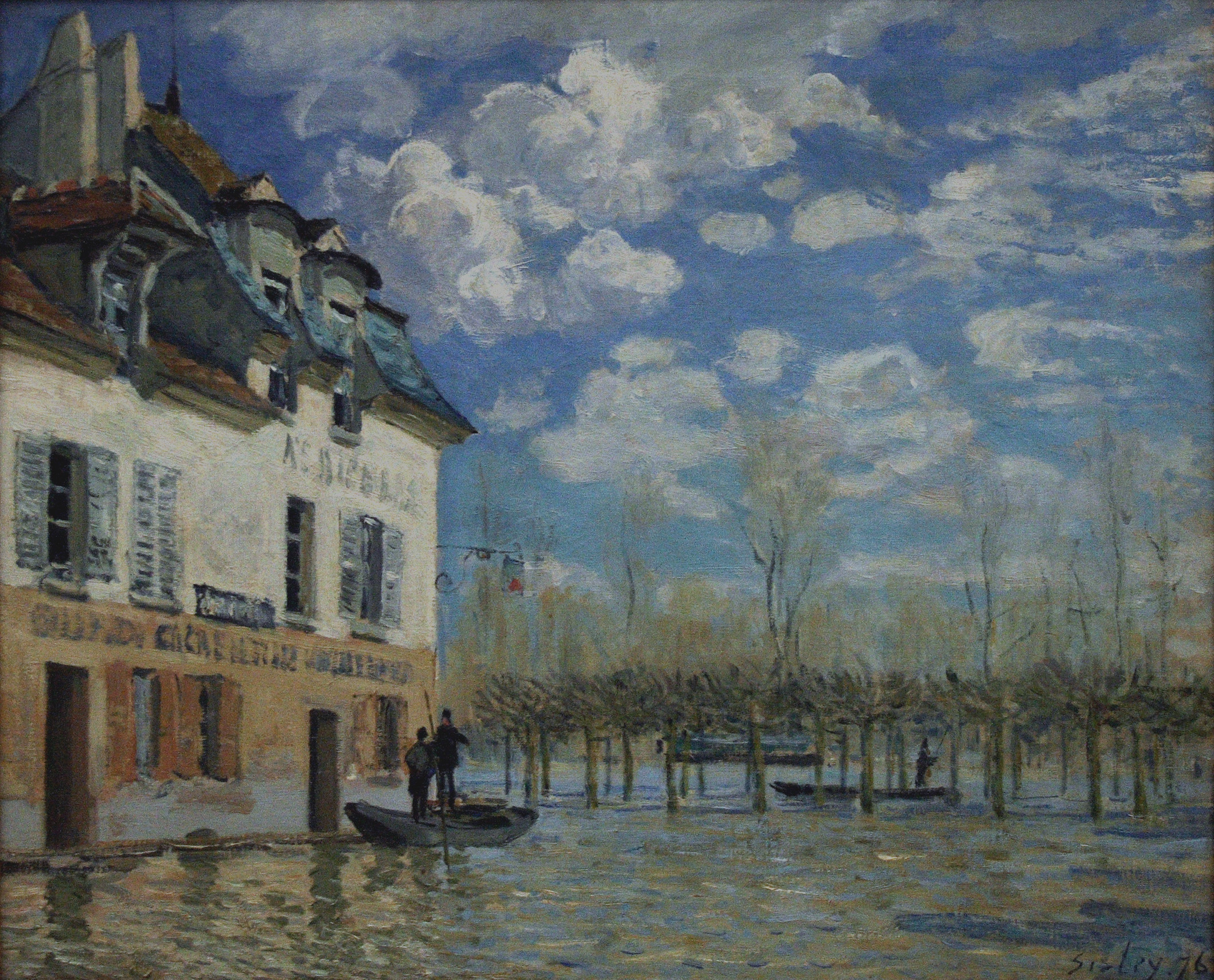
Člun během záplavy v Port Marly, 1876 Orsay Museum, Paříž
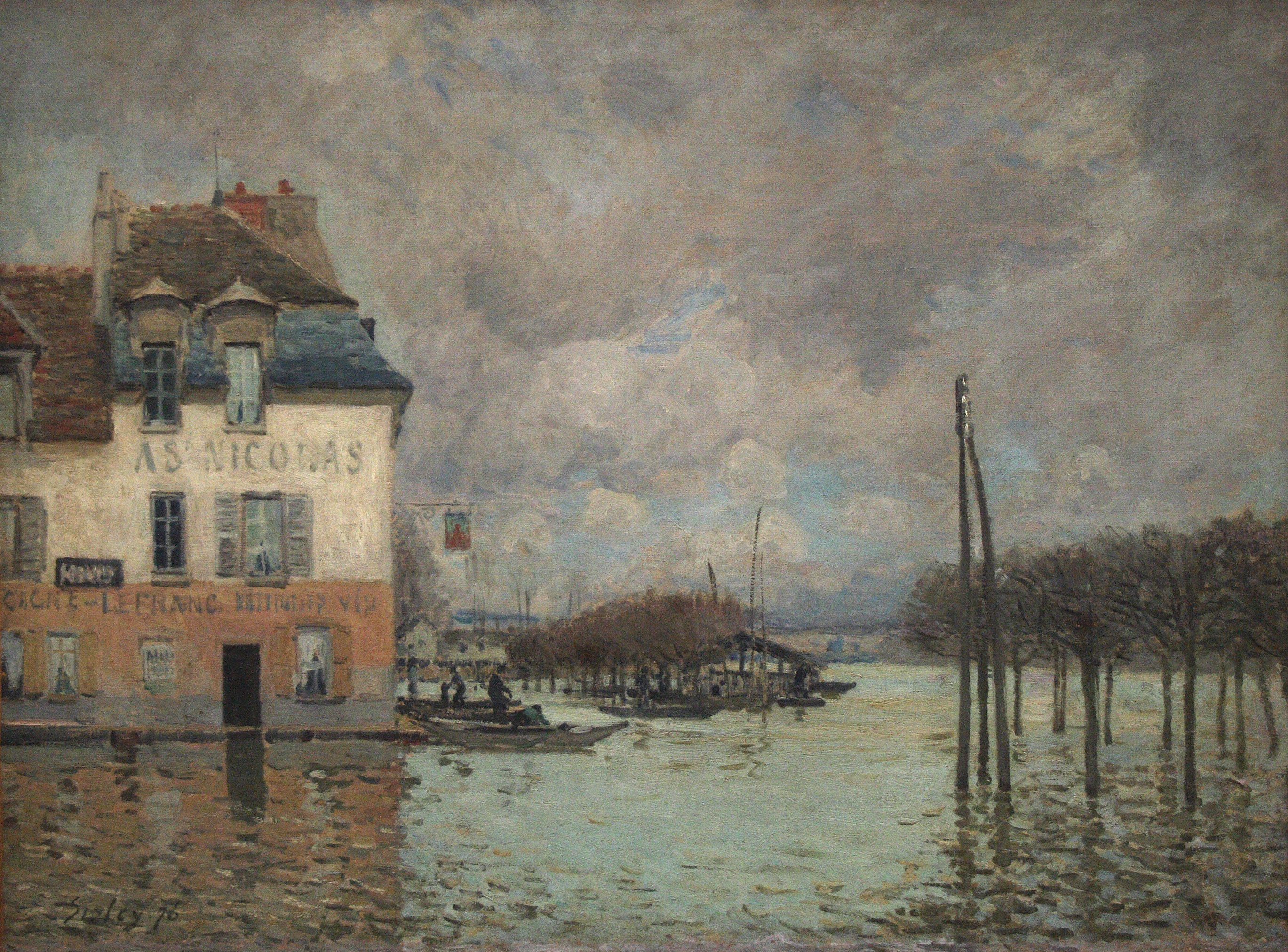
Záplava v Port Marly, 1876 Orsay Museum, Paříž
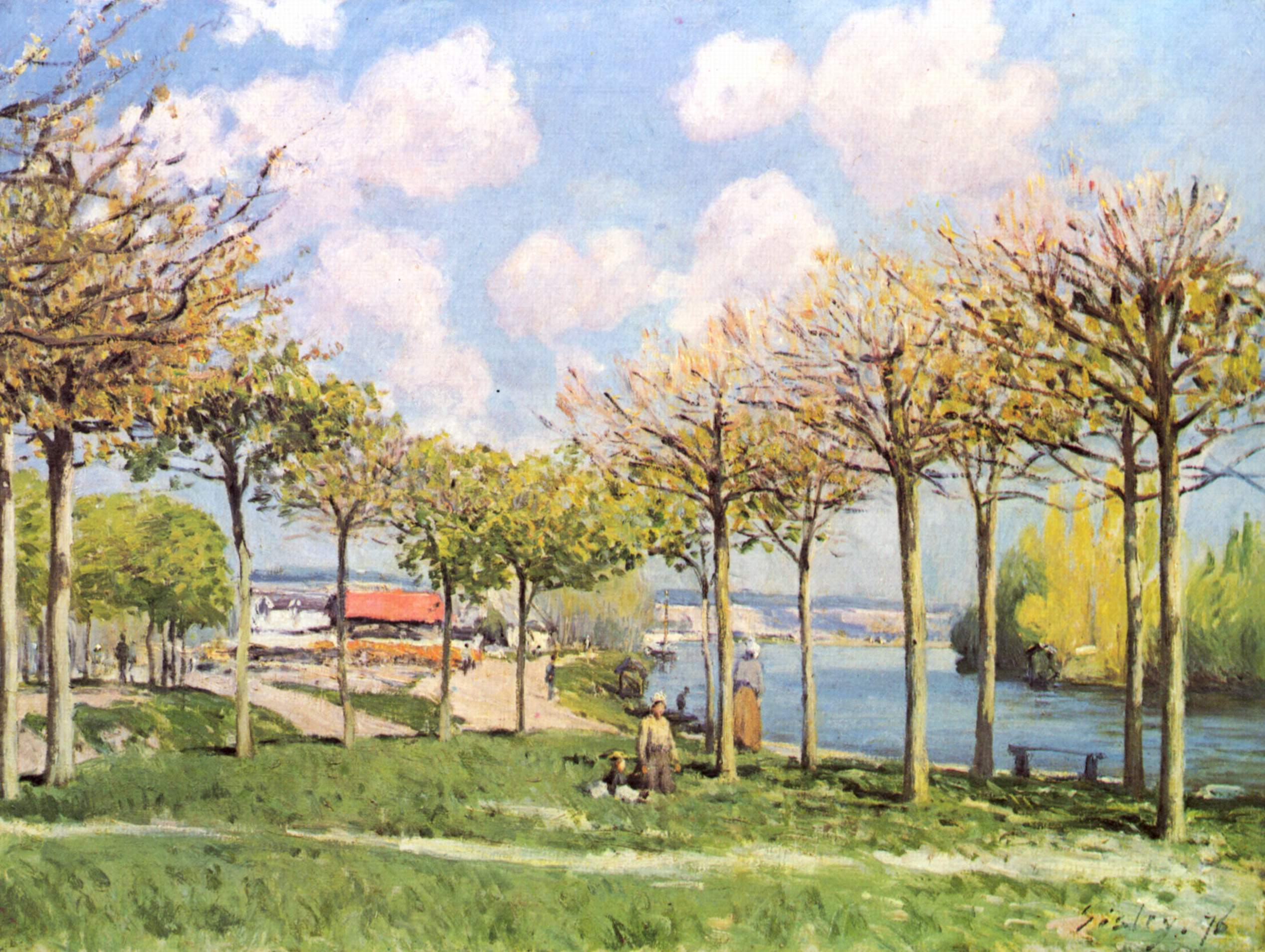
La Seine à Bougival
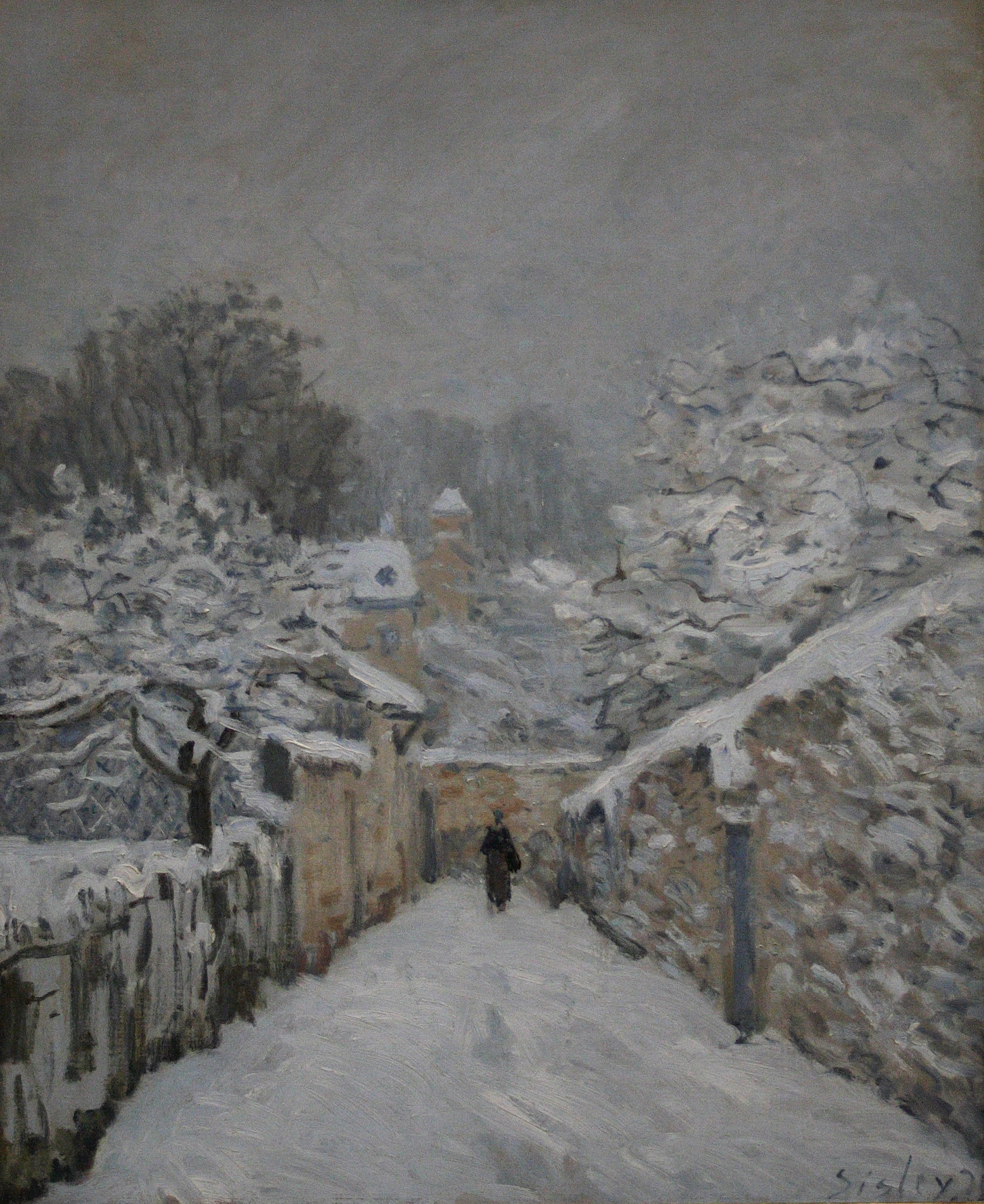
Sníh v Louveciennes, 1878 Orsay Museum, Paříž
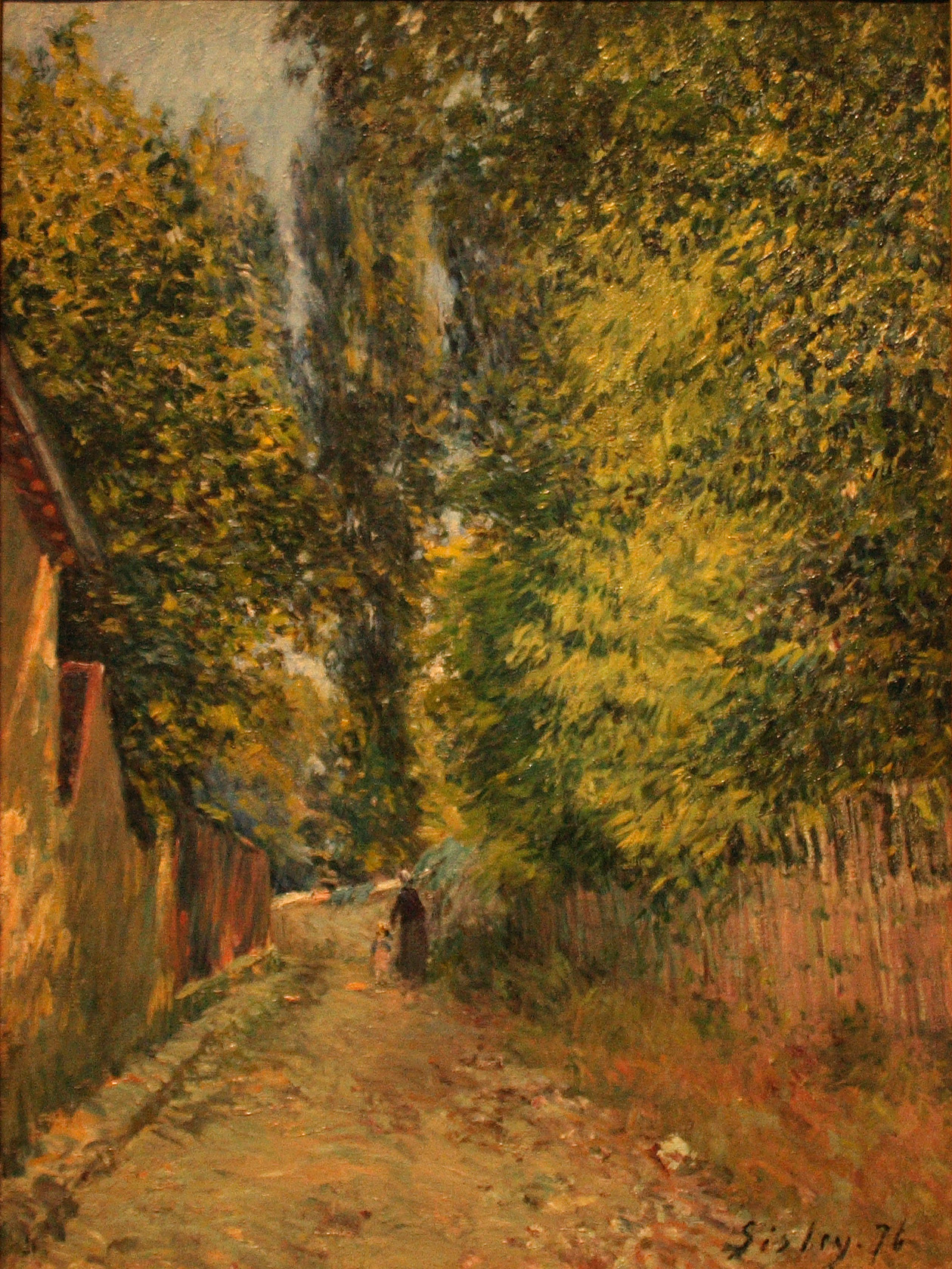
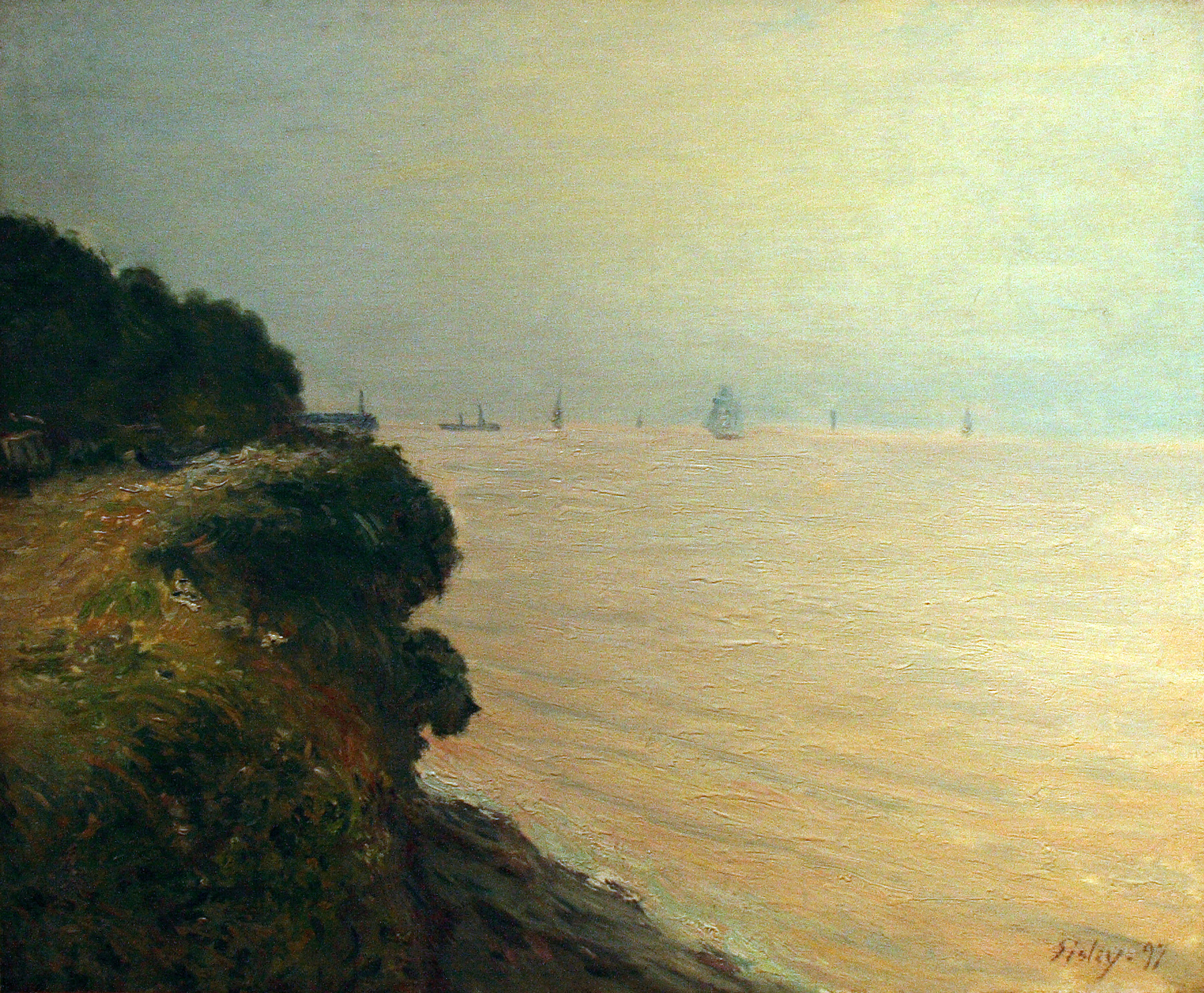